# ديفيد سوتر
ديفيد سوتر (بالإنجليزية: David Souter)‏ (17 سبتمبر 1939 – 08 مايو 2025) هو قاض، ومحام من الولايات المتحدة الأمريكية ولد في ميلروز. وهو عضو في الحزب الجمهوري. تعلم في كلية هارفارد للحقوق.

## روابط خارجية
- ديفيد سوتر على موقع الموسوعة البريطانية (الإنجليزية)
- ديفيد سوتر على موقع مونزينجر (الألمانية)
- ديفيد سوتر على موقع إن إن دي بي (الإنجليزية)